# بحرين (باكستان)
بِحرين (بالتوروالية/البشتويَّة: بحرین؛ مكتوبة أيضًا Behrain) هي قرية تقع في منطقة سوات في خيبر بختونخوا، باكستان، 60 كم شمال مينجورا على ارتفاع 4700 قدم على الضفة اليمنى لنهر سوات. سميت البحرين (حرفيا "النهرين") بسبب موقعها عند التقاء نهري دارال وسوات. وتشتهر بمنتجعاتها السياحية الواقعة على ضفاف النهر، والحرف اليدوية المحلية، وإطلالتها على اندماج نهري دارال وسوات. كما أنه بمثابة معسكر أساسي للمسار المؤدي إلى بحيرتي دارال وسيدجاي.

## روابط خارجية
- قسم الموقع الإلكتروني لحكومة خيبر بختونخوا في منطقة الدير السفلى والأماكن المجاورة
- الأمم المتحدة
- http://www.swatvalley.com
- http://www.khpalswat.com
- http://www.valleyswat.net
- https://ibtswat.academia.edu/